# كندا العليا
كندا العليا (بالإنجليزية:Province of Upper Canada، وبالفرنسية:province du Haut-Canada) هي جزء من كندا في عهد الاستعمار البريطاني، وتشكل حالياً جنوب مقاطعة أونتاريو. أنشئت من قبل المملكة المتحدة في عام 1791 لإيواء الموالين للتاج البريطاني في الولايات المتحدة بعد الثورة الأمريكية. وظلت على حالها حتى عام 1841 حينما ألغيت هذه التسمية.

## أعلام
- ويليام رالف مريديث
- إدوارد بليك
- سيريل أرشيبالد
- ناثانيل كوري
- ديفيد ويليام غوردون